# Driver 2: Back on the Streets
Driver 2: Back on the Streets (in Nordamerika Driver 2: The Wheelman Is Back) ist der zweite Teil der Driver-Serie und der Nachfolger von Driver. Er erschien im November 2000 für die PlayStation und Oktober 2002 für den Game Boy Advance.
Die Grundstruktur des Spiels entspricht der des Vorgängers. Es gibt vier frei befahrbare Großstädte, die der amerikanische Undercover-Polizist John Tanner im Rahmen eines Falls aufsucht. Im Fokus steht abermals das Fahren und das Vollführen spektakulärer Fahrmanöver. Neu ist, dass die Spielfigur ihr Fahrzeug verlassen und die Städte zu Fuß erkunden kann.

## Spielprinzip

### Allgemein
Das Grundprinzip wurde vom Vorgänger übernommen. Driver ist größtenteils ein Renn- und Actionspiel. Der Spieler übernimmt die Rolle des Undercover-Polizisten John Tanner. Es gibt zwei Modi, Undercover und Freie Fahrt. Der Undercover-Modus erzählt in 37 Missionen die Handlung des Spiels. Die Missionen sind allesamt sehr fahrorientiert und umfassen Aufgaben wie das Beschatten, das Ausschalten von Flüchtigen oder das Fliehen vor der Polizei. In der Freien Fahrt kann der Spieler die Städte, die er bereits im Undercover-Modus freigeschaltet hat, ohne Aufgaben oder Beschränkungen erkunden.

### Neuerungen
Die Spielumgebung umfasst nun die vier Metropolen Chicago, Havanna, Las Vegas und Rio de Janeiro.
Das Verlassen und Wechseln der Fahrzeuge während des Spielens ist möglich, indem die Spielfigur jederzeit aus einem Auto aussteigen, zu Fuß durch die Stadt laufen und in jedes beliebige Zivilfahrzeug einsteigen kann. Während der Missionen spielt die neu hinzugekommene Möglichkeit, den Wagen verlassen zu können, keine große Rolle.
Der Undercover-Modus folgt einer durch vorgerenderte Zwischensequenzen erzählten Geschichte, die 37 Missionen beinhaltet, wobei es jedoch das Motelzimmer mit Anrufbeantworter nicht mehr gibt. Folglich kann auch nicht mehr aus mehreren Aufträgen ausgewählt werden, der Spielablauf ist somit linearer. Die Missionen haben ein Zeitlimit, jedoch ist die Zweiteilung entfernt worden.
Die KI der Polizei wurde im Vergleich zum ersten Teil verbessert, dafür die Häufigkeit der Streifenwagen reduziert.

### Städte
Der Aufbau der Städte Chicago, Havanna, Las Vegas und Rio de Janeiro folgt denselben Grundsätzen wie im Vorgänger. Der Abstraktionsgrad wurde aufgrund verbesserter technischer Möglichkeiten etwas verfeinert, sodass kein rein orthogonaler Straßenraster, sondern auch Schrägverbindungen und kurvige Straßenabschnitte vorhanden sind.

## Handlung
Alvaro Vasquez, der nur schwer zu fassende Anführer einer brasilianischen Verbrecherbande aus Rio, weitet erstmals seine Geschäfte auf das amerikanische Festland aus. Der Bandenkrieg in Amerika droht zu eskalieren, als der Buchhalter eines amerikanischen Gangsterbosses einen Deal mit Vasquez, dessen größtem Rivalen macht. Zusammen mit seinem Partner Tobias Jones geht John Tanner erneut undercover um den bevorstehenden Gewaltausbruch noch rechtzeitig abzuwenden. Vom nördlichen Chicago führt es Tanner über Castros Havanna in die Glitzerwelt von Las Vegas und schlussendlich bis zum finalen Showdown an der brasilianischen Küste nach Rio de Janeiro.

## Entwicklungsgeschichte
Das Spiel erschien bereits anderthalb Jahre nach der Veröffentlichung von Driver. Es erschien zunächst als ein reines PlayStation-Spiel, später wurde es für den Game Boy Advance portiert. Das Spiel war äußerst umfangreich und beinhaltete viele aufwendige Zwischensequenzen und Grafiken, deswegen wurde das Spiel mit zwei Datenträgern herausgegeben. Auf dem ersten befinden sich die ersten beiden Städte, auf dem zweiten die letzten beiden.

## Rezeption
Das Spiel erhielt durchschnittliche Bewertungen. Metacritic berechnete eine Metawertung von 62 von 100 Punkten für die PlayStation-Version. Die Game-Boy-Version erzielte elf Punkte mehr.